# Paul von Ragué Schleyer
Paul von Ragué Schleyer, född 27 februari 1930 i Cleveland, Ohio, död 21 november 2014 i Ila, Georgia, var en amerikansk kemist.

## Biografi
Schleyer utexaminerades som bäst i sin klass på Cleveland West Technical High School 1947. Han fick sin BA-examen från Princeton University och tog sin doktorsexamen vid Harvard University 1957, efter att ha studerat under Paul Doughty Bartlett.
Schleyer började undervisa vid Princeton 1954 och blev Higginsprofessor i kemi där 1969. Han arbetade inom Frick Laboratory på Princeton campus och var energisk både som lärare och forskare. Under sina år vid Princeton tilldelades han ett Fulbrightstipendium, ett  Alfred P. Sloan-stipendium, ett  JJ Guggenheim-stipendium, och ett Humboldt Specialstipendium. Vid Princeton var han alltid på plats i sitt kombinerade laboratorium och kontor fram till sent på kvällen, för att hjälpa sina elever med problem i deras experiment, samtidigt som han outtröttligt arbetade på sin egen forskning bland stora högar av manuskript och böcker.
Efter sin tid vid Princeton var han professor och ställföreträdande ledare för Institut für organische Chemie vid universitetet i Erlangen-Nürnberg i Tyskland, och senare Graham Perdue-professor i kemi vid University of Georgia i Athens, Georgia. Han var tidigare ordförande för World Association of Teoretically Oriented Chemists, medlem av den internationella Academy of Quantum Molecular Science och chefredaktör för Encyclopedia of Computational Chemistry.

## Forskning och publikationer
Flera av hans tolv monografier är samarbeten med Nobelpristagarna John Pople, Herbert C. Brown och George A. Olah. I sin forskning gjorde Schleyer insatser inom området för syntes av adamantan och andra burmolekyler genom omlagringsmekanismer. Han upptäckte också nya typer av vätebindningar. Schleyer identifierade också solvolysmekanismer, inklusive reaktiva intermediärer.
Som en pionjär inom beräkningskemi, identifierade Schleyer ett antal nya molekylära strukturer, särskilt i samband med litiumkemi och system med elektronunderskott. Han har också bidragit till mängd ämnen i metallorganisk kemi, fysikalisk organisk kemi, oorganisk kemi och andra teoretiska kemiska områden. Hans forskning från 2006 var ägnad att förnya intresse för aromaticitet och utreda plan hypercoordination av kol.
En undersökning 1997 visade att Schleyer vid den tiden, var världens tredje mest citerade kemist, med över 1 100 tekniska dokument producerade. 

## Utmärkelser
Utöver de ovan nämnda stipendierna, fick Schleyer många prestigefyllda utmärkelser såsom:
- University of Lyon, Frankrike Dr. Honoris Causa,  (1971)
- Bavarian Academy of Sciences, medlem (1984)
- German Chemical Society Adolf-von-Baeyer-priset (1986)
- American Chemical Society James Flack Norris Award in Physical Organic Chemistry (1987)
- Hungarian Chemical Society (1987)
- Heisenbergmedaljen (1987)
- World Association of Theoretically Oriented Chemists, ordförande (1987)
- Royal Society of Chemistry, London, Christopher K. Ingold-medaljen (1988)
- American Chemical Society, Cope Scholar Award (1971)
- Belgian Chemical Society, Merck-Schuchardt-stolen(1991)
- International Academy of Quantum Molecular Science, medlem (1992)
- Bundesverdienstkreuz med band (1993)
- University of Munich, Tyskland, Dr. Honoris Causa (1998)
- National Technical University of Ukraine "KPI", Kiev, Honorary professor (1998)
- German Chemical Society, Arfvedson Schlenk-priset (1999)
- Polish Chemical Society and the University of Warsaw, Kolosmedaljen (2002)
- University of Marburg, Tyskland, Dr. Honoris Causa (2011)